# Mirosław Jacek Błaszczyk
Mirosław Jacek Błaszczyk (ur. 24 lutego 1959 w Bytomiu) – polski dyrygent.

## Życiorys
Ukończył studia na Wydziale Wychowania Muzycznego Akademii Muzycznej w Katowicach w klasie prof. Jana Wincentego Hawla. Naukę kontynuował na Wydziale Teorii, Kompozycji i Dyrygentury w klasie prof. Karola Stryi. Studia te ukończył z wyróżnieniem. W 1986 roku został dyrygentem Państwowej Filharmonii Śląskiej oraz dyrektorem artystycznym Państwowej Orkiestry Symfonicznej w Zabrzu. W 1990 mianowany dyrektorem naczelnym i artystycznym Państwowej Filharmonii w Białymstoku. W 1993 odbył stypendium w Los Angeles ufundowane przez American Society for Polish Music. W latach 1996–1998 pełnił funkcję dyrektora naczelnego i artystycznego w Filharmonii Poznańskiej. Od maja 1998 r. jest dyrektorem artystycznym Filharmonii Śląskiej w Katowicach. 
Był także głównym dyrygentem Międzynarodowego Konkursu Pianistycznego w Porto (Portugalia) w latach 1999–2002. W 2002 poprowadził w Bielsku-Białej koncert z udziałem Nigela Kennedy’ego oraz Sinfonii Varsovii. W roku 2003 był jurorem i dyrygentem na Międzynarodowym Konkursie Pianistycznym w Maroku i VII Międzynarodowym Konkursie Dyrygentów im. G. Fitelberga w Katowicach. W 2005 roku dyrygował m.in. na festiwalu w La Chaise-Dieu i na Festiwalu Berlioza w La Cote-Saint-André we Francji. 2007 roku poprowadził orkiestrę Ukraińskiej Filharmonii Narodowej podczas VII Międzynarodowego Konkursu Pianistycznego im. W. Horowitza. W 2017 był dyrektorem artystycznym X Międzynarodowego Konkursu Dyrygentów im. G. Fitelberga w Katowicach.
W 2006 roku dyrygował gościnnie narodowymi orkiestrami Stanów Zjednoczonych (National Philharmonic), Litwy i Łotwy. W 2007 roku dyrygował Europejską Orkiestrę Symfoniczną PROBALTICA w koncercie z Grigorijem Żyslinem w Filharmonii Narodowej. W 2008 roku poprowadził w Meksyku koncert z okazji 90. rocznicy odzyskania przez Polskę niepodległości i 85-lecia nawiązania polsko-meksykańskich stosunków dyplomatycznych. 
Współpracuje m.in. z Sinfonią Varsovią, Narodową Orkiestra Symfoniczna Polskiego Radia w Katowicach, Cappellą Bydgosiensis, Filharmonią Rybnicką.
Jest autorem hejnału miasta Rybnik.

## Nagrody, wyróżnienia, tytuły
- 1991 – laureat IV Międzynarodowego Konkursu Dyrygentów im. Grzegorza Fitelberga w Katowicach,
- 2001 – nagroda od prezydenta Katowic w dziedzinie kultury,
- 2005 – stopień doktora sztuki muzycznej w dyscyplinie dyrygentura,
- 2009 – Srebrny Medal „Zasłużony Kulturze Gloria Artis nadany przez ministra kultury i dziedzictwa narodowego Bogdana Zdrojewskiego.
- 2010 – doktor habilitowany sztuk muzycznych – dyscypliny artystycznej Dyrygentura – przewód na Uniwersytecie Muzycznym Fryderyka Chopina w Warszawie
- 2012 -  prezydent RP Bronisław Komorowski nadał artyście tytuł profesora sztuk muzycznych[3]